# Dorlar (Hessen)
Dorlar is een plaats in de Duitse gemeente Lahnau, deelstaat Hessen, en telt 1911 inwoners (2007).